# الشيطان والآنسة بريم
الشيطان والآنسة بريم (بالبرتغالية:O Demônio e a srta Prym) هي رواية للمؤلف البرازيلي باولو كويلو. تم نشرها عام 2000.
الرواية تحاول الإجابة على السؤال الذي يطرأ على بال أي إنسان وقت الرفض أو الإبعاد أو اليأس، ببساطة السؤال هو (هل الناس سيئون؟).

## الشخصيات
- الغريب (كارلوس)

رجل مطارد من الأشباح التي تأتيه من ماضيه المؤلم يأتي إلى فيسكوس يائساً للبحث عن أجوبة.
- الآنسة شانتال بريم

نادلة يتيمة تعمل في مطعم في قرية صغيرة تدعى بسكوس تبحث هذه الفتاة عن الانتقال لحياة المدن ورؤية العالم والخروج من حياة القرية التي طالما شعرت أنها لا تستحقها.
وكان للرجل الغريب عليها تأثيراً، فهو يقنعها أن تكف عن التذمر لكل شيء وأن تتخذ موقفاً في الحياة.
- بيرتا العجوز

أرملة توفي زوجها من زمن وكانت تحبه بشدة تقضي أيامها جالسه على عتبات البيت محدقة في القرية وفي مناظرها الطبيعية الجميلة.

## وصلات خارجية
- آراء القراء حول رواية الشيطان والآنسة برايم على موقع أبجد
- صفحة رواية الشيطان والآنسة بريم على موقع [Goodreads]